# Clash of the Titans
Clash of the Titans er en amerikansk fantasyfilm fra 2010. Filmen er en genindspilning af filmen Titanernes kamp fra 1981, som igen er løst baseret på den græske myte om Perseus. Filmen er instrueret af Louis Leterrier, Sam Worthington spiller hovedrollen som Perseus, og musikken er komponeret af Ramin Djawadi.

## Medvirkende
- Sam Worthington som Perseus[2]
- Liam Neeson som Zeus[2][3]
- Ralph Fiennes som Hades[2]
- Alexa Davalos som Andromeda[2][4]
- Izabella Miko som Athene[5]
- Mads Mikkelsen som Draco, leder af Prætorianergarden[2][6]
- Jason Flemyng som Akrisios[2]
- Gemma Arterton som Io[2]
- Danny Huston som Poseidon[7]
- Tamer Hassan som Ares
- Pete Postlethwaite som Spyros[8]
- Polly Walker som Kassiopeia
- Kaya Scodelario som Peshet
- Jane March som Hestia, hjertets gudinde